# 여주 석우리 선돌
여주 석우리 선돌(驪州 石隅里 선돌)은 경기도 여주시 북내면 석우리에 있는 선돌이다. 1992년 12월 31일 경기도의 기념물 제132호 여주군 석우리 선돌로 지정되었다가, 2018년 5월 9일 여주 석우리 선돌로 문화재 명칭이 변경되었다.

## 개요
입석은 선돌이라고도 부르며, 고인돌과 함께 대한민국의 선사시대 중에서도 청동기시대에 살았던 사람들의 생활상을 살펴볼 수 있는 유물이다. 일반적으로 땅 위에 한 개 또는 몇 개의 큰 돌기둥을 세운 형태를 하고 있는데, 당시 종족간의 경계 표시 또는 신앙의 대상이 되는 기념비의 성격을 지니고 있다.
경기도 여주시 북내면 석우리의 선돌은 야트막한 구릉지대에 있으며, 이곳에서는 금당천의 물줄기와 농경지가 한눈에 바라다 보인다. 예전에는 선돌 주변에 논이 있었으나 현재는 논에 물을 채워 양어장으로 이용하고 있다.
‘마귀 할머니의 지팡이’라고 전하기도 하는 이 선돌의 높이는 2.45m, 너비는 0.6m이다. 선돌에서 약 5m쯤 떨어진 곳에 넓적하고 두꺼운 바위가 있는데, 이 곳에서 마귀 할머니가 물레를 돌리며 실을 감았다는 전설이 전해진다. 예전에는 음력 정월에 이 선돌에게 제사지내는 풍습이 있었다고 한다. 선돌 근처에서 갈아 만든 돌도끼 한 점이 발견되기도 하였다.

## 참고 자료
- 여주군석우리선돌 - 국가유산청 국가유산포털